# An Vĩ (chính khách)
An Vĩ (tiếng Trung giản thể: 安伟, bính âm Hán ngữ: Ān Wěi, sinh tháng 5 năm 1966, người Hán) là chính trị gia nước Cộng hòa Nhân dân Trung Hoa. Ông là Ủy viên dự khuyết Ủy ban Trung ương Đảng Cộng sản Trung Quốc khóa XX, hiện là Thường vụ Tỉnh ủy Hà Nam, Bí thư Thành ủy Trịnh Châu. Ông từng là Bí thư Thị ủy Chu Khẩu và Thị trưởng Tam Môn Hiệp, các địa cấp thị của Hà Nam.
An Vĩ là đảng viên Đảng Cộng sản Trung Quốc, học vị Thạc sĩ Chính trị học, Tiến sĩ Kinh tế học. Ông có sự nghiệp hơn 30 năm đều công tác ở quê nhà Hà Nam của mình.

## Xuất thân và giáo dục
An Vĩ sinh vào tháng 5 năm 1966 tại huyện Trấn Bình, nay thuộc địa cấp thị Nam Dương, tỉnh Hà Nam, Cộng hòa Nhân dân Trung Hoa. Ông lớn lên và tốt nghiệp cao trung ở Trấn Bình, thi cao khảo vào năm 1984 và đỗ Đại học Hà Nam, tới Trịnh Châu nhập học hệ chính trị từ tháng 9 cùng năm và tốt nghiệp cử nhân chuyên ngành này vào tháng 7 năm 1988. Sau khi tốt nghiệp đại học, ông tiếp tục thi tuyển vào chương trình nghiên cứu sinh toàn thời gian thuộc hệ khoa học chủ nghĩa Marx, chuyên ngành lịch sử thế giới cận hiện đại tại Đại học Lan Châu, nhận bằng Thạc sĩ Chính trị học vào tháng 7 năm 1991. Những năm 2000, ông là nghiên cứu sinh tại chức tại Đại học Khoa học và Kỹ thuật Hoa Trung ở Vũ Hán, trở thành Tiến sĩ Kinh tế học vào tháng 12 năm 2008. An Vĩ được kết nạp Đảng Cộng sản Trung Quốc tại trường Hà Nam trước khi tốt nghiệp vào tháng 5 năm 1988, ông từng tham gia khóa bồi dưỡng chính trị kỳ 2 của cán bộ trung, thanh niên giai đoạn tháng 2–6 năm 2001 tại Trường Đảng Tỉnh ủy Hà Nam.

## Sự nghiệp
Tháng 6 năm 1991, sau khi hoàn thành chương trình thạc sĩ, An Vĩ được phân về Tỉnh ủy Hà Nam làm cán bộ của Văn phòng nghiên cứu Chính sách tỉnh. Trong giai đoạn này, ông từng được điều về hương Bành Điếm của huyện Yên Lăng để tham gia chương trình huấn luyện cán bộ từ tháng 6 năm 1991 đến tháng 7 năm 1992. Tháng 7 năm 1993, ông được nâng ngạch là cán bộ phó chủ nhiệm của Phòng Tài chính thương mại thuộc Văn phòng nghiên cứu Chính sách, được nâng ngạch cấp chủ nhiệm, công tác ở Phòng Tổng hợp, Phòng Tài chính thương mại giai đoạn 1995–97. Đến cuốn năm 1997, ông được bổ nhiệm làm Trọ lý Điều nghiên viên của Phòng Tổng lớp, rồi Phó Trưởng phòng từ tháng 1 năm 2000 và là Trưởng phòng từ tháng 3 năm 2002. Tháng 11 năm 2005, ông nhậm chức Phó Chủ nhiệm Văn phòng nghiên cứu Chính sách Hà Nam, giữ vị trí này trong gần 4 năm thì được chuyển vị trí làm Phó Tổng thư ký Tỉnh ủy Hà Nam. Tiếp tục công tác ở vị trí này 4 năm, đến tháng 4 năm 2013, An Vĩ nhậm chức Phó Chủ nhiệm thường vụ Văn phòng Công tác Nông thôn Tỉnh ủy Hà Nam, cấp chính sảnh.
Tháng 4 năm 2015, An Vĩ được điều về địa cấp thị Tân Hương, giữ chức Phó Bí thư Thị ủy, kiêm Hiệu trưởng Trường Đảng Thị ủy Tân Hương. Được hơn nửa năm thì ông tiếp tục được thuân chuyển công tác tới một địa cấp thị khác của Hà Nam là Tam Môn Hiệp làm Phó Bí thư Thị ủy, Thị trưởng Tam Môn Hiệp, và giữ cương vị này suốt giai đoạn 2015–21. Đầu năm 2018, ông ứng cử và trúng cử là Đại biểu Đại hội Đại biểu Nhân dân toàn quốc khóa XIII nhiệm kỳ 2018–23. Tháng 7 năm 2021, ông được điều tới Chu Khẩu làm Bí thư Thị ủy Chu Khẩu, đến tháng 10 cùng năm thì được bầu vào Ủy ban Thường vụ Tỉnh ủy Hà Nam, thăng cấp phó tỉnh, sau đó vào ngày 22 tháng 1 năm 2022 thì được phân công làm Bí thư Thành ủy Trịnh Châu, Bí thư thứ Nhất Đảng ủy Khu Cảnh bị Trịnh Châu, thủ phủ của Hà Nam. Cuối năm 2022, ông là đại biểu của đoàn Hà Nam dự Đại hội Đảng Cộng sản Trung Quốc lần thứ XX. Trong quá trình bầu cử tại đại hội, ông được bầu là Ủy viên dự khuyết Ủy ban Trung ương Đảng Cộng sản Trung Quốc khóa XX.